# Berzé-la-Ville
Berzé-la-Ville är en kommun i departementet Saône-et-Loire i regionen Bourgogne-Franche-Comté i östra Frankrike. Kommunen ligger i kantonen Mâcon-Nord som tillhör arrondissementet Mâcon. År 2022 hade Berzé-la-Ville 708 invånare.

## Befolkningsutveckling
Antalet invånare i kommunen Berzé-la-Ville
| Referens: INSEE |